# Nemophila microcalyx
Nemophila microcalyx là loài thực vật có hoa trong họ Mồ hôi. Loài này được (Nutt.) Fisch. & C.A. Mey. mô tả khoa học đầu tiên năm 1846.